# David A. Evans
David A. Evans (Washington D. C., 11 de enero de 1941 - 29 de abril de 2022) fue un catedrático de Química Abbott y James Lawrence en el Departamento de Química y Biología Química en la Harvard University. Es una figura prominente en el campo de la química orgánica, conocido por el desarrollo de una metodología en la reacción aldólica: el método de oxazolidinona de acilo de Evans.
Evans asistió al Oberlin College (Bachiller en Artes en 1963) y al California Institute of Technology (Ph.D. en 1967).

## Contribuciones notables
Evans realizó muchas contribuciones al campo de la química orgánica. Aunque es más conocido por su trabajo en la reacción aldólica, también desarrolló métodos para el rearreglo de Cope aniónico, hidroboración catalizada por metales, y reacciones enantioselectivas catalíticas basadas en los ligandos bisoxazolina (box).
En reconocimiento a sus contribuciones, Evans fue elegido miembro de la American Association for the Advancement of Science en 2003.